# NGC 4026
NGC 4026 is een lensvormig sterrenstelsel in het sterrenbeeld Grote Beer. Het en werd op 12 april 1789 ontdekt door de Duits-Britse astronoom William Herschel.

## Synoniemen
- UGC 6985
- MCG 9-20-52
- ZWG 269.29
- PGC 37760